# 春海橋公園
春海橋公園（はるみばしこうえん）は、東京都江東区豊洲2丁目にある都立の海上公園である。東京都港湾局所管。東京都海上公園条例ではふ頭公園と規定されている。

## 歴史
1978年（昭和53年）4月1日に、放射第34号線（現・晴海通り）沿いに開園。江東区と中央区にまたがる春海橋にちなんで名づけられた。東西に細長い立地で、遊具などはなく、複数のベンチと四阿が設置されていた。面積10,054.74平方メートル。

### 江東区側
春海橋の東岸、江東区側（1,305.00平方メートル）は豊洲二丁目土地区画整理事業のため2004年に閉園した。新たに設置される海上公園については当初「豊洲ふ頭公園」と仮称していたが、中央区側の春海橋公園と一体化した運用をするという趣旨により春海橋公園の名称が採用され現在に至る。
2006年10月5日に南側の一部（8,535.15平方メートル）が開園した。整備中だった南側の区域（7,985.16平方メートル）は2007年4月1日に開園。同じく整備中だった北側の区域（1,205.42平方メートル）は2008年4月1日に開園。その後、数度の拡張を行い、2012年4月1日時点の開園区域は23,967.84平方メートル。
当初の区画整理事業では晴海橋梁（1989年に廃線となった東京都港湾局専用線晴海線の鉄道橋跡）を活用し、中央区側と一体化した公園とする予定だったが、中央区側の区画整理の遅れと晴海橋梁の老朽化のため計画は変更され、江東区側のみ整備されている。

### 中央区側
春海橋の西岸、中央区側（8,749.49平方メートル）は月島運動場交差点から南に伸びる道により2つに分断されていた。
晴海二丁目区画整理事業に伴い2007年11月30日に西側の区域（7,008.49平方メートル）、2008年4月1日に残りの区域（1,741平方メートル）が廃園となった。
当初の区画整理事業では2011年までに晴海運河に面した公園が整備される予定だったが、区画整理の遅れのため計画は変更され、公園として整備した後に中央区に譲渡されることになった。
書類上は、2012年3月30日に38,544.66平方メートルが開園。同年4月1日に閉園し、中央区に譲渡。譲渡後は中央区立晴海臨海公園として開園し、2012年4月29日に開園式が行われた。

## 公園概要
周囲の施設は防潮の観点から水面より相当高い地盤に作られているが、本公園に周囲の土地を繋ぐゆるやかな傾斜を持たせることにより、親水性の高い空間を演出している。公園は晴海運河に面した土地が割り当てられており周辺の眺めが良く、晴海や大川端リバーシティの高層マンション街などが良く見え、臨海部を望む新たな夜景スポットとなった。江東区立豊洲公園、江東区立豊洲ぐるり公園と隣接する。
通年入園自由、無料。ベンチ多数有り。トイレ・飲料自動販売機・専用駐車場・子供用遊具無し。夜間は明るめ。釣り可（禁止区域あり）。

## 備考
水上バス東京都観光汽船の発着場があるメモリアルドックは、春海橋公園ではなく隣接する商業施設アーバンドック ららぽーと豊洲の敷地である。
メモリアルドックは跳ね橋を使用するなど、かつてIHI（旧石川島播磨重工業）造船所があった豊洲らしさを醸し出している。跳ね橋「アーバンゲートブリッジ」は夕刻から23時30分まで青くライトアップされる。

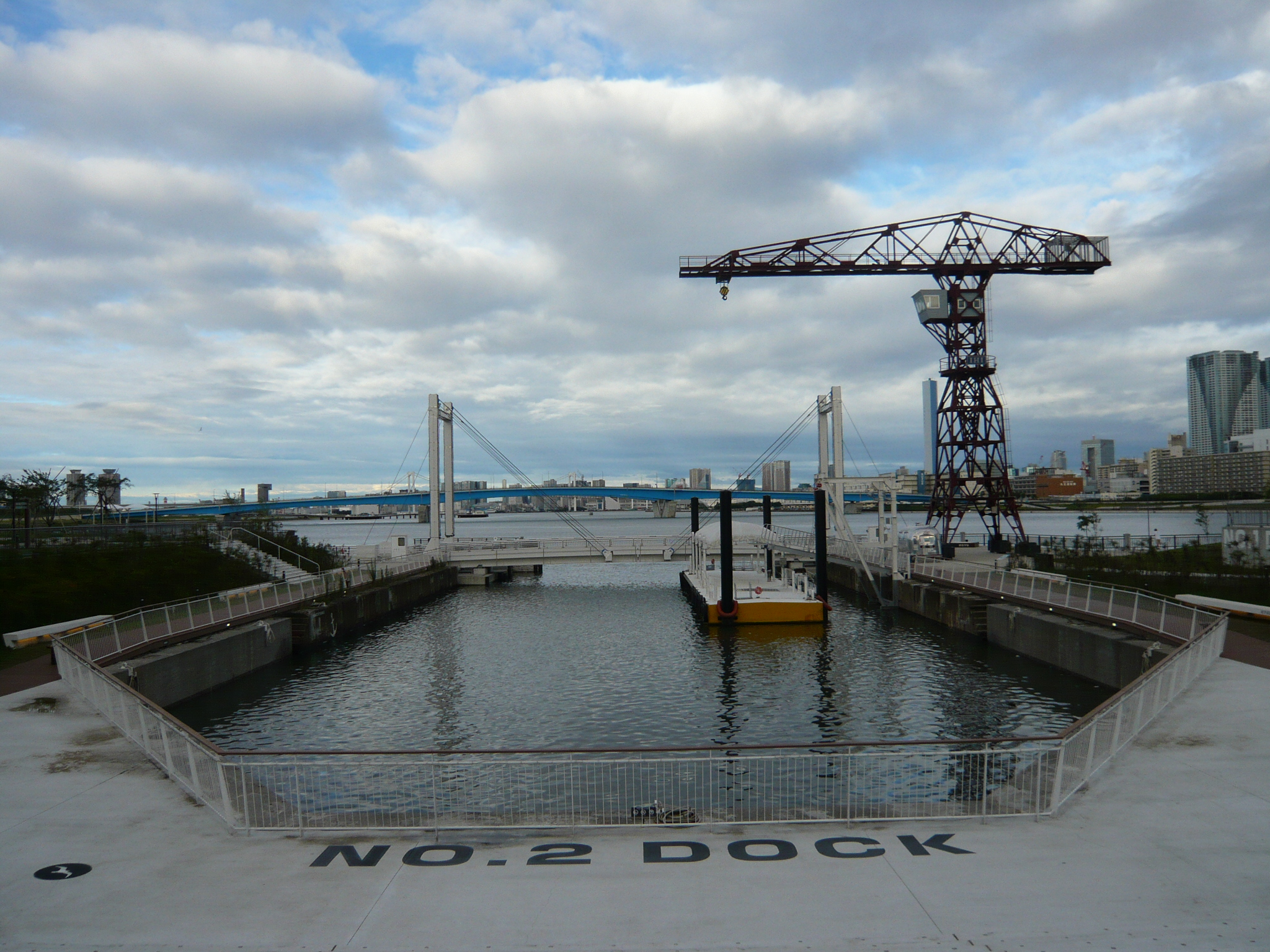
春海橋公園に隣接する水上バス乗り場と跳ね橋「アーバンゲートブリッジ」（遠くに見える青い橋は晴海大橋）

## アクセス
- 東京メトロ有楽町線・ゆりかもめ豊洲駅から徒歩3分。

## 周辺施設
- アーバンドック ららぽーと豊洲
- ガスの科学館
- チームラボプラネッツ TOKYO DMM.com
- 春海橋
- 晴海橋梁